# قهرمانی جودو جهان ۱۹۷۱
قهرمانی جودو جهان ۱۹۷۱ هفتمین دوره از رقابت‌های قهرمانی جهان می‌باشد که از ۱۹۷۱ در لودویگسهافن، آلمان غربی برگزار گردید.

## خلاصه مدال‌ها

### مردان
| رویداد | طلا                 | نقره                 | برنز                            |
| ۶۳– ک‌گ | تاکائو کاواگوچی     | تویوکازو نومورا      | Choi Jong-Sam Sergey Suslin     |
| ۷۰– ک‌گ | Hideki Tsuzawa      | Hiroshi Minatoya     | Dietmar Hötger Antoni Zajkowski |
| ۸۰– ک‌گ | Shozo Fujii         | Yoshinari Shigematsu | Guy Auffray David Starbrook     |
| ۹۳– ک‌گ | Fumio Sasahara      | Nobuyuki Sato        | Helmut Howiller Chiaki Ishii    |
| ۹۳+ ک‌گ | ویم روسکا           | Klaus Glahn          | Hisakazu Iwata Keith Remfry     |
| آزاد   | Masatoshi Shinomaki | Vitali Kusnetzov     | Klaus Glahn شینوبو سکینه        |

## جدول مدال‌ها
| رتبه            | کشور               | طلا | نقره | برنز | مجموع |
| --------------- | ------------------ | --- | ---- | ---- | ----- |
| ۱               | ژاپن               | ۵   | ۴    | ۲    | ۱۱    |
| ۲               | هلند               | ۱   | ۰    | ۰    | ۱     |
| ۳               | آلمان غربی         | ۰   | ۱    | ۱    | ۲     |
| ۳               | اتحاد جماهیر شوروی | ۰   | ۱    | ۱    | ۲     |
| ۵               | آلمان شرقی         | ۰   | ۰    | ۲    | ۲     |
| ۵               | بریتانیای کبیر     | ۰   | ۰    | ۲    | ۲     |
| ۷               | برزیل              | ۰   | ۰    | ۱    | ۱     |
| ۷               | فرانسه             | ۰   | ۰    | ۱    | ۱     |
| ۷               | لهستان             | ۰   | ۰    | ۱    | ۱     |
| ۷               | کرهٔ جنوبی          | ۰   | ۰    | ۱    | ۱     |
| مجموع (۱۰ کشور) | مجموع (۱۰ کشور)    | ۶   | ۶    | ۱۲   | ۲۴    |